# Arvicola persicus
Arvicola persicus — вид гризунів з підродини щурових (Arvicolinae). Вид відділено від A. amphibius. Ареал включає такі країни: Іран, Вірменія, Азербайджан, Грузія, Ірак, Туреччина.